# Zambias damlandslag i fotboll
Zambias damlandslag i fotboll representerar Zambia i fotboll på damsidan. Dess förbund är Football Association of Zambia.
Laget gjorde OS-debut i Tokyo 2021 och spelade i grupp F, som förutom Zambia bestod av Brasilien, Nederländerna och Kina. Zambia kvalificerade sig till turneringen genom att vinna det afrikanska OS-kvalet. I kvalfinalen möttes Zambia och Kamerun, dubbelmötet slutade 4-4 och Zambia vann på fler gjorda bortamål. Laget blev utslaget i gruppspelet efter en oavgjord match och två förluster. Zambias anfallare Barbara Banda blev historisk efter att ha gjort hat-trick två matcher i rad i ett OS.
Zambia kvalificerade sig till VM 2023 efter att ha tagit brons i de afrikanska mästerskapen 2022. Det är lagets första VM-turnering.

## Spelartrupp
Följande spelare ingår i spelartruppen i VM 2023 som spelas i Australien och Nya Zeeland.
FIFA redovisar ingen mål- eller matchstatistik för den zambiska spelartruppen.
| Nr | Pos. | Namn               | Födelsedatum (ålder)      | Matcher | Mål |           | Klubb                         |
| -- | ---- | ------------------ | ------------------------- | ------- | --- | --------- | ----------------------------- |
| 1  | MV   | Catherine Musonda  | 20 februari 1998 (25 år)  |         |     | Kazakstan | Tomiris-Turan                 |
| 2  | F    | Judith Soko        | 31 mars 2004 (19 år)      |         |     | Zambia    | YASA                          |
| 3  | F    | Lushomo Mweemba    | 10 april 2001 (22 år)     |         |     | Zambia    | Green Buffaloes               |
| 4  | MF   | Susan Banda        | 6 juli 1990 (33 år)       |         |     | Zambia    | Red Arrows                    |
| 5  | F    | Mary Mulenga       | 11 april 1998 (25 år)     |         |     | Zambia    | Red Arrows                    |
| 6  | MF   | Mary Wilombe       | 22 september 1997 (25 år) |         |     | Zambia    | Red Arrows                    |
| 7  | A    | Lubandji Ochumba   | 1 juli 2001 (22 år)       |         |     | Zambia    | Red Arrows                    |
| 8  | F    | Margaret Belemu    | 24 februari 1997 (26 år)  |         |     | Kina      | Shanghai Shengli              |
| 9  | MF   | Hellen Mubanga     | 23 maj 1995 (28 år)       |         |     | Spanien   | Zaragoza CFF                  |
| 10 | A    | Grace Chanda       | 11 juni 1997 (26 år)      |         |     | Spanien   | Madrid CFF                    |
| 11 | A    | Barbra Banda       | 20 mars 2000 (23 år)      |         |     | Kina      | Shanghai Shengli              |
| 12 | MF   | Evarine Katongo    | 29 december 2002 (20 år)  |         |     | Zambia    | ZISD Women                    |
| 13 | F    | Martha Tembo       | 8 mars 1998 (25 år)       |         |     | Kazakstan | BIIK Shymkent                 |
| 14 | MF   | Ireen Lungu        | 6 oktober 1997 (25 år)    |         |     | Kazakstan | BIIK Shymkent                 |
| 15 | F    | Agness Musase      | 11 juli 1997 (26 år)      |         |     | Zambia    | Green Buffaloes               |
| 16 | MV   | Leticia Lungu      | 7 augusti 2004 (18 år)    |         |     | Zambia    | ZESCO Ndola Girls             |
| 17 | A    | Racheal Kundananji | 3 juni 2000 (23 år)       |         |     | Spanien   | Madrid CFF                    |
| 18 | MV   | Eunice Sakala      | 23 maj 2002 (21 år)       |         |     | Zambia    | Nkwazi Queens                 |
| 19 | A    | Siomala Mapepa     | 8 augusti 2002 (20 år)    |         |     | Zambia    | Elite Ladies                  |
| 20 | MF   | Hellen Chanda      | 19 juni 1998 (25 år)      |         |     | Kazakstan | BIIK Shymkent                 |
| 21 | MF   | Avell Chitundu     | 30 juli 1997 (25 år)      |         |     | Zambia    | ZESCO Ndola Girls             |
| 22 | F    | Esther Banda       | 21 november 2004 (18 år)  |         |     | Zambia    | Bauleni United Sports Academy |
| 23 | F    | Vast Phiri         | 3 februari 1996 (27 år)   |         |     | Zambia    | ZESCO Ndola Girls             |